# 白蛇傳 (動畫電影)

法國版（二區）的DVD封面。

《白蛇傳》為以中國的民間傳說《白蛇傳》為題材之日本第一部彩色長篇動畫電影。在製作本作前，日本並沒有製作長篇動畫電影的體系，因此工作人員們從研究他國的動畫、動畫師的養成、開發拍攝動畫用的器材等開始著手，約花費兩年的歲月完成本片。
參與本片製作的工作人員，牽動了往後日本動畫業界的發展。並且還有像宮崎駿這樣在觀影後受到本片影響，因而立志進入動畫業的人。
導演為曾擔任東寶教育映畫部的短篇動畫製作的藪下泰司，製作為東映動畫，由東映發行。日本於1958年10月22日上映。配音員為森繁久彌和宮城真理子（兩人為當時知名日本演員，分擔全片所有角色的配音），台詞由劇作家矢代靜一執筆。還有為了實行描繪人物動作並將其動畫化的「動態臨摹」手法（即轉描機技術，當時迪士尼動畫長片的主流製作方式，如《白雪公主》也以此方式製作），僱用了水木襄、松島奉子等明星，和當時剛進入東映的演員佐久間良子當模特兒。
2019年4月，位於京都府京都市的東映太秦映畫村開始整理所收藏的電影資料，期間發現了此動畫片的部分分鏡稿及黏土模型，這些珍貴資料在2019年11月起於京都文化博物館展出。同年於第72屆坎城影展中，上映本片的全新數位修復版本，之後並發行套裝BD光碟上市。

## 内容概要
住在西湖湖畔的年轻人—许仙在幼年时期于市场上看到一条小白蛇，许仙见它可怜便把它买了下来，大人们都责怪许仙，说那条小白蛇看了之后就毛骨悚然，让许仙把那条小白蛇给扔了，许仙无奈，恋恋不舍的把小白蛇遗弃在了荒郊野外中。数年后的一场暴风雨使那条白蛇变成一位绝美少妇，与从海中而来的青鱼精小青，同往西湖寻找许仙，白娘娘动用法力变出一栋豪华大宅，准备与许仙重逢。
此时，许仙已长大成人。在一天早晨，许仙连同动物朋友，小胖和咪咪一同在西湖边游玩，许仙便吹起笛子，许仙听到有人在用二胡配合他的笛音，许仙便顺着二胡的声音探去，看到一位美丽的小姐正坐在岸边拉着二胡，许仙追上前去时，那位美丽的小姐竟然消失，而她的二胡則留在當場。之后，许仙便带着二胡与小胖和咪咪一起去搜寻那位小姐的下落，正巧在途中遇到小青，小青把二胡的事告诉许仙，许仙也得知那位小姐名叫白娘娘。小青要求许仙到府邸，白娘娘要当面感谢他。于是，小青带路把许仙带到了大宅中，便与白娘娘一见钟情，从此他们俩便坠入了爱河。小青、小胖与咪咪为此事而非常高兴，他们三人在庭院里欢快得跳起舞来，由于白娘娘法力的影响，石柱上镶嵌着的龙的装饰物瞬间飞舞起来，眼看要将小胖和咪咪带上天空，小青见状，便立即抓住龙尾，于是三人一起被带到天空中飞翔。直到深夜，法力突然失效，三人从天而降落到官府的藏宝库中，小青在藏宝库中发现两颗闪闪发光的金色四角星便偷回去送给了白娘娘与许仙。第二天官府便张榜藏宝库中的宝物被盗，法海和尚通过自身携带的水晶球中发现白娘娘与小青绝非人类，便鼓动官府的官兵前往许仙与白娘娘的家中搜寻宝物，许仙因此被捕入牢。而白娘娘的豪华大宅也化为了废墟，白娘娘与小青消失在众官兵眼前。许仙与白娘娘因此被拆散。
之后，许仙被发配到苏州，每天都干着辛苦的勞力活，但他始终无法忘记白娘娘。法海出现在许仙面前，把一切实情都告诉许仙，许仙无法接受他的爱人就是他曾经丢弃的那条小白蛇，但无论如何他都那么爱着她，期望能够尽快再次见到白娘娘。许仙在梦中见到了白娘娘所在的高龄之塔，他便前往那里，想再次与白娘娘相会。而此时，白娘娘在高塔中恳求法海放过他们，但人妖殊途法海怎么也不肯答应，白娘娘无奈，只好与法海交起战来，几回合下来，法海反败为胜使白娘娘现出原形，此时，许仙在塔外呼唤着白娘娘，小青见状，立即出去阻止许仙见白娘娘，白娘娘用尽最后的力量将自己化为幻影出现在许仙面前，许仙立刻追上去，但白娘娘的幻影突然消失，而不幸的是许仙跌下山崖摔死。法海见状将小青击飞，將许仙的尸体带走。
已化成幻影的白娘娘飞向广阔的宇宙，到一个红色的星球上拜求龙王，便以自己妖精的身份与法力为代价换得能拯救许仙的生命之花，从此白娘娘不再是蛇精了。白娘娘从小胖和咪咪口中得知了法海的去向，便追了上去。法海把许仙的尸体带到一座孤山的寺庙里，白娘娘与小青划着小船正前往孤山寺庙，法海见状，召唤出暴风雨阻止白娘娘前进，小青不甘示弱，衔着生命之花跳入海中，沿着寺庙游去，法海制造出浪潮把小青击倒，小胖和咪咪见状，拿到生命之花立即向寺庙游去。小青现出原形在海底昏迷着，随后被及时赶来的朋友们救醒，小青醒后与伙伴们去找伯父—深海之王求助，深海之王非常同情许仙与白娘娘的遭遇，同意与小青一起前去讨伐法海，海面顿时波涛汹涌，大水直漫向孤山，此时的许仙已被及时赶到的小胖和咪咪救活，法海看到了生命之花，得知白娘娘已经不再是妖精，便赶忙让许仙前去救白娘娘，法海停止暴风雨，深海之王得知情况后也立即收手。随后雨过天晴，大家都祝福着许仙与白娘娘这对相爱的恋人，许仙与白娘娘乘小舟与大家告别，小青也伤感着离开大家，与伙伴们一起游向大海，小胖与咪咪则与法海同留孤山，许仙与白娘娘二人一起朝幸福的国度而去。

## 登场角色
白娘娘
幼蛇时期被小许仙从市场上买回，并与小许仙做了好朋友，后来又被小许仙依依不舍的遗弃到了荒郊野外。在中国西湖数百年一次的暴风雨中，白蛇幻化为了一个绝色美女，（在此有些矛盾，还未成为妖精前的小白蛇应该修炼数百年或数千年才能成精，而此作设定为白蛇与许仙一起长大成人。）并化名为白娘娘与青鱼的化身·小青一同来到人间用幻术把荒废的庭院变成了一栋豪华大宅，准备与许仙见面，并变身为幻影在许仙面前留下了自己的二胡，后来在小青的撮合下，以二胡作为定情信物，他们最终情投意合了。这时，法海知道人间有妖怪在作乱，便前来阻挠白娘娘和许仙的这段恋情。
许仙
小时候买回了一条在市场上任人观赏的小白蛇，他觉得被人观赏很不是滋味所以就把它买了回来，大人们看到都责备他说小白蛇令人毛骨悚然，让他马上把它丢掉，后来因为无奈只好把小白蛇给放生了。
小青（片中字幕誤植為「少青」）
住在深海底的青魚精，白娘娘的丫環。變身為人類時，是以身穿一襲青衣的嬌小少女模樣出現。
小胖
许仙收养的大熊猫，非常可爱。与小青、咪咪一起撮合许仙与白娘娘的恋情。
咪咪
许仙收养的小熊猫。非常赞同许仙与白娘娘的这段恋情。
法海
龙王爷
小青的伯父
小青称呼他为“伯父”。居住在深海底的黑色大海怪，因得到小青的求助率领众水族翻江倒海，水漫金山寺。

## 製作人員
- 企画：高橋秀行、赤川孝一、山本早苗
- 製作：大川博
- 原案：上原信（山根章弘）
- 台詞構成：矢代静一
- 編劇・導演：藪下泰司
- 美術：岡部一彦、橋本潔
- 音樂：木下忠司
- 原画：大工原章、森康二
- 動画：大塚康生、喜多真佐武、中村和子、楠部大吉郎、藤井武、松隅玉江、坂本雄作、紺野修司、寺千賀雄、長沢寿美子、加藤洋子、赤坂進、奧山玲子
- 攝影：塚原考吉、石川光明
- 背景：草野和郎、前場孝一
- 描線：、
- 上色：伊藤澄子、宮崎正子、本橋文枝
- 剪輯：宮本信太郎
- 錄音：森武、小松忠之
- 音響効果：吉武富士夫
- 風俗考證：杉村勇造
- 場記：山崎幸子
- 製作進行：稲田伸生
- 沖片：東映化学工業株式会社
- 配音：森繁久彌、宮城真理子（包括全片所有角色）

## 片中用语
二胡
白娘娘最心爱的二胡，也是她与许仙的定情信物。
水晶珠子
法海的法宝，有十分强大的法力。可探测妖怪的原形与行踪，还可以释放出动击波攻击妖魔。
金星宝石
此物是国家的镇国之宝，是两颗闪闪发光的金色四角星。被小青发现后带出了宝库，送给许仙、白娘娘各一颗，作为他们俩的爱情见证，却遭到众官兵的追捕。
龙王之星
专管妖怪现原形的龙王所居住的红色星球，位于广阔宇宙的中心，有众神的把守。星球内部是充满着神界火焰的龙王厅。
生命之花
白娘娘为了挽救许仙的性命，舍去了自己身为妖精的永久寿命与法术从龙王那里求来的生命之花。

## 相關条目
- 白蛇傳
- 東映動畫
- 宮崎駿（中學時观看本片后深受影響，从此立志進入動畫業）

## 現實影響
《白蛇傳》被收錄在曾主持Podcast節目「吉卜力圖書館」（Ghibliotheque）、撰寫《吉卜力電影完全指南》的廣播人兼作家麥可．里德（英語：Michael Leader）和製片兼作家傑克．康寧漢（英語：Jake Cunningham）著作的《日本經典動畫指南》（英語：The Ghibliotheque Anime Movie Guide: The Essential Guide to Japanese Animated Cinema），做為介紹日本動畫歷史80年期間30名位導演與30部經典動畫的案例。